# Remi Drieux
Remi Drieux, latinizzato Remigius Driutius, (Volckerinckhove, 1519 – Bruges, 12 maggio 1594) è stato un vescovo cattolico fiammingo.

## Biografia
Figlio di Remi Drieux e Catherine Fenaerts, nacque nel 1519 a Volckerinckhove, Contea delle Fiandre, oggi Alta-Francia, Francia.

### Formazione e ministero sacerdotale
Studiò diritto civile e diritto canonico all'Università di Lovanio, laureandosi in entrambe le materie. Fu ordinato presbitero nel 1543 e divenne, l'anno successivo, professore di diritto civile. Nel 1557 fu nominato membro del Gran consiglio dei Paesi Bassi di Malines, il tribunale più importante dei Paesi Bassi asburgici.

### Ministero episcopale
Nel 1560 fu nominato da papa Pio IV vescovo della neo-costituita diocesi di Leeuwarden. La nomina fu confermata nel 1561 ma non prese mai possesso della sede. 
Nel 1569 fu assegnato alla diocesi di Bruges ricevendo l'ordinazione episcopale a Malines il 13 novembre 1569 da Maximilien de Berghes, arcivescovo di Cambrai, co-consacranti il vescovo Gand Cornelio Giansenio e il vescovo di 's-Hertogenbosch Frans van de Velde.
Nella notte tra il 28 e il 29 ottobre 1577, mentre si trovava a Gand per un'assemblea degli Stati delle Fiandre, Drieux fu arrestato insieme a molti altri oppositori dei calvinisti che avevano appena preso il potere nella città, compresi lo statolder delle Fiandre, Philippe III de Croÿ, e il vescovo di Ypres, Martin Rythovius. Nel 1579 tentò di fuggire ma fu nuovamente catturato. Fu rilasciato il 14 agosto 1581, nel quadro di uno scambio di prigionieri. Si rifugiò a Tournai, Courtrai, e Oudenaarde e, solo nel 1584 poté ritornare a Bruges e riprendere le sue funzioni di vescovo.
Morì a Bruges il 12 maggio 1594.

## Genealogia episcopale e successione apostolica
La genealogia episcopale è:
- Cardinale Juan Pardo de Tavera
- Cardinale Antoine Perrenot de Granvelle
- Arcivescovo Maximilien de Berghes
- Vescovo Remi Drieux

La successione apostolica è:
- Vescovo Pierre Damant (1590)